# Evantes (poeta)
Evantes  (grec antic: Εὐανθής, llatí: Evanthes) va ser un poeta èpic grec. L'esmenta Ateneu de Nàucratis parlant d'Evantes de Samos, historiador, a qui diu que hom atribueix un poema en honor de Glauc, i que probablement és un personatge diferent d'Evantes de Samos.